# O magnum mysterium

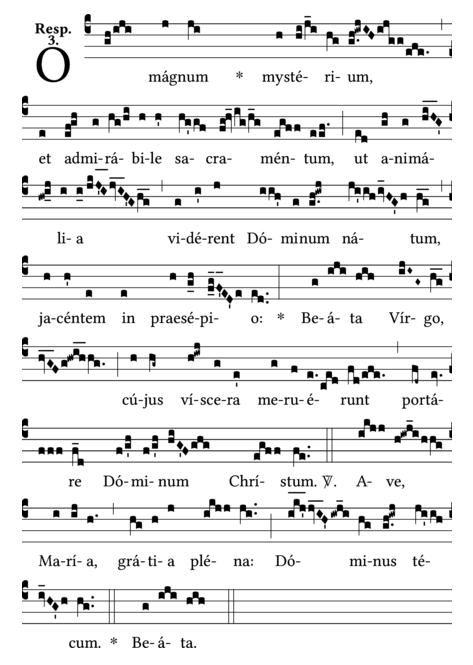
Responsori gregorià O magnum mysterium

O magnum mysterium és un responsori de les Matines de Nadal. A més de la versió en cant gregorià, un gran nombre de compositors n'han fet versions polifòniques, entre els quals en destaquen els següents: Byrd, Victoria, Gombert, Giovanni Gabrieli, Palestrina, Poulenc, Judith Bingham, John Harbison, La Rocca, Mäntyjärvi, Pierre Villette, Morales, Javier Busto, Louie, Maw, David Conte, Miskinis, Antognini, Da Rold, Gjeilo, Memley i Morten Lauridsen.

## Text
Text en llatí
O magnum mysterium,
et admirabile sacramentum,
ut animalia viderent Dominum natum,
jacentem in praesepio!
Beata Virgo, cujus viscera
meruerunt portare
Dominum Christum.
Alleluia.
Traducció al català
Oh gran misteri,
i meravellós sagrament,
Que els animals van veure el Senyor acabat de néixer
Ajagut en una menjadora!
Benaurat el ventre de la Verge,
el qual fou digne de portar
Crist el Senyor.
Al·leluia!

## Història
La primera part del text parla dels animals presents en el naixement de Jesús, i com aquest jau en una menjadora. La referència als animals que acompanyen Jesús la trobem al llibre d'Isaïes:
| «            | Un bou coneix el seu amo i un ase l'estable dels seus senyors; però Israel no coneix, el meu poble no entén. | » |
| — Isaïes 1:3 | |   |

És a l'Evangeli apòcrif del Pseudo-Mateu on se situen explícitament els dos animals a l'escena de la nativitat:
| «                    | Al tercer dia després del naixement del Senyor, Maria sortí de la gruta, i entrà a un estable, i va depositar el nen al pesebre, i el bou i l'ase l'adoraren. Llavors s'acomplí el que havía anunciat el profeta Isaïes: el bou ha conegut el seu amo i l'ase el pesebre del seu senyor. | » |
| — Pseudo-Mateu XIV:1 | |   |

A l'Evangeli segons Lluc, on l'escena de la nativitat es descriu tal com es coneix tradicionalment, no s'hi parla d'animals, però sí que s'hi menciona la menjadora:
| «          | […] i va néixer el seu fill primogènit: ella el va faixar amb bolquers i el posà en una menjadora, perquè no havien trobat cap lloc on hostatjar-se. | » |
| — Lluc 2:7 | |   |

Aquesta imatge es va estendre a partir del segle xiii quan es va incloure a la col·lecció Llegenda àuria. Es va convertir en al símbol més popular del misteri de l'encarnació i la humiliació de Déu (Fl 2:6-7).
L'aparició del mot sagrament no s'ha de confondre amb l'ús actual que fa el cristianisme d'aquesta paraula, emprada per referir-se als ritus cerimonials destinats a buscar la conjunció amb Déu. Aquí, sagrament indica la presència operativa del Déu revelat en Jesús.
La segona part del responsori es refereix a les paraules d'Elisabet quan acull a Maria durant la Visitació (Lc 1:39-45).